# باول كولينز (عداء مراثوني)
باول كولينز هو عداء مراثوني كندي، ولد في 22 يوليو 1926 في لويشام ‏ في المملكة المتحدة، وتوفي في 31 يناير 1995 في تونتون في المملكة المتحدة.

## وصلات خارجية
- باول كولينز على موقع أوليمبيديا (الإنجليزية)
- باول كولينز على موقع اللجنة الأولمبية الكندية (الإنجليزية)